# Palácio de Congressos e Auditório de Pontevedra
O Palácio de Congressos e Auditório de Pontevedra é um centro de convenções e um edifício que acolhe congressos, exposições, concertos, peças de teatro e espetáculos de ballet e dança em Pontevedra (Espanha). Situa-se na zona norte da cidade, junto ao rio Lérez e à ponte dos Tirantes e foi desenhado pelo arquitecto Manuel de las Casas.

## História
A construção do Centro de Congressos de Pontevedra foi prevista no início dos anos 90 do século XX no como parte de um grande projecto de planeamento urbano para o desenvolvimento da zona nordeste da cidade, no terreno drenado de uma antiga marisma ou pântano salgado.
O projeto incluiu a construção de uma ponte estaiada, a Ponte dos Tirantes, para serviço do auditório e servir de saída para norte da cidade, um centro de exposições anexo ao Palácio de Congressos em frente ao parque Rosalía de Castro e o desenvolvimento das margens do rio Lérez e do parque da Ilha das Esculturas.
O arquitecto Manuel de las Casas ganhou o concurso de projecto preliminar para a construção do Palácio de Congressos, cuja resolução foi anunciada a 2 de Novembro de 1991.  Concebeu o projecto em 1992. A construção do centro de convenções começou em 1993 e o auditório foi inaugurado em 1997, enquanto que o centro de exposições foi inaugurado em 1998.
O palácio foi inaugurado a 20 de setembro de 1997, com a exposição A Neutralidade da Ordem de Manuel de las Casas e um concerto da mezzo-soprano Teresa Berganza e da Real Orquestra Filarmónica da Galiza dirigida por Maximino Zumalave. 
Pouco depois, a 24 e 25 de Setembro de 1997, realizou-se um congresso sobre Infra-estruturas, Ambiente e Desenvolvimento Regional no palácio.

## Descrição
De arquitectura contemporânea, o palácio é constituído por um conjunto de edifícios com uma área de 10.000 m², onde se destacam um espaço expositivo, salas plenárias, um auditório e uma zona de restauração. É um edifício polivalente que permite que todos os seus espaços sejam utilizados ao mesmo tempo.
O aspecto mais característico do exterior do palácio são as placas de ardósia verde, aço corten, cobre e vidro que, juntamente com o conjunto harmonioso dos volumes do edifício, tais como o cubo da sala de exposições, favorecem a integração na paisagem circundante e a vegetação. Manuel de las Casas organiza o terreno desenhando plataformas artificiais, praças e terraços de pedra com vista para a ria, o Lérez e a cidade.
O complexo é composto por volumes puros com um cilindro para o Auditório e dois prismas em andares diferentes, albergando uma grande sala de exposições, o centro de congressos, um restaurante e uma cafetaria. O salão de congressos e as salas de reuniões estão localizados no interior do prisma de forma trapezoidal. No prisma de base quadrada, o acesso e a grande clarabóia conduzem à sala de exposições localizada no nível inferior. Nas margens do Lérez, o acesso ao edifício é feito por uma escada de pedra coberta por uma parede de ardósia verde.
O Centro de Congressos de Pontevedra foi concebido para acolher diferentes tipos de eventos, congressos, feiras, exposições, eventos corporativos, convenções empresariais, seminários, simpósios, conferências - seja qual for o formato ou o tom que os organizadores desejem dar-lhe. Os seus pontos fortes podem ser resumidos em duas palavras : modularidade e funcionalidade.

### Superfícies e número de lugares
O centro de congressos oferece :
- uma área bruta de construção de 10 000 m²
- um auditório principal com 772 lugares. Segundo o arquitecto Manuel de las Casas, na sala de concertos ou no auditório principal, foram procuradas formas onduladas e até caprichosas para evitar saltos de som.[1]
- um auditório ou sala de conferências com 276 lugares
- uma sala de reuniões de 100 lugares
- uma sala de exposição luminosa e arejada de 1.220 m²
- um restaurante panorâmico com vista para o rio Lérez e a Ponte dos Tirantes
- 8 salas de seminários
- uma sala de workshop para 40 pessoas
- uma sala de imprensa
- uma sala VIP
- Sala de ensaios, sala de descanso, sala de costura, 10 camarins.
- estacionamento público para 1.300 veículos

## Programação
Para além de concertos e espectáculos, acolhe congressos e exposições como a Culturgal, a feira de actividades culturais da Galiza e editoras, Pont Up Store, Cantos na maré, Etiqueta Negra, Edugal, Debut, etc.

## Galeria

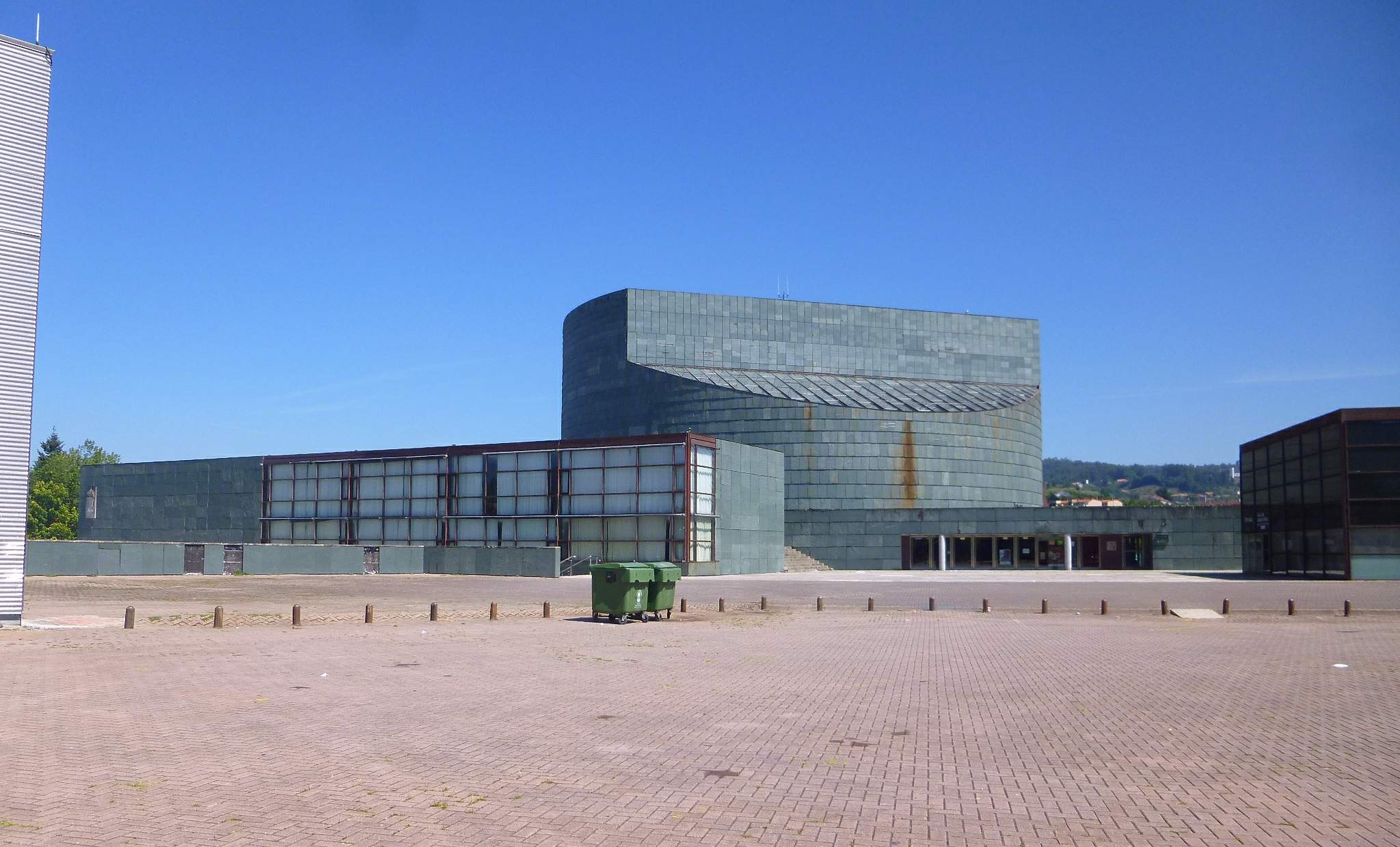
Andar superior.
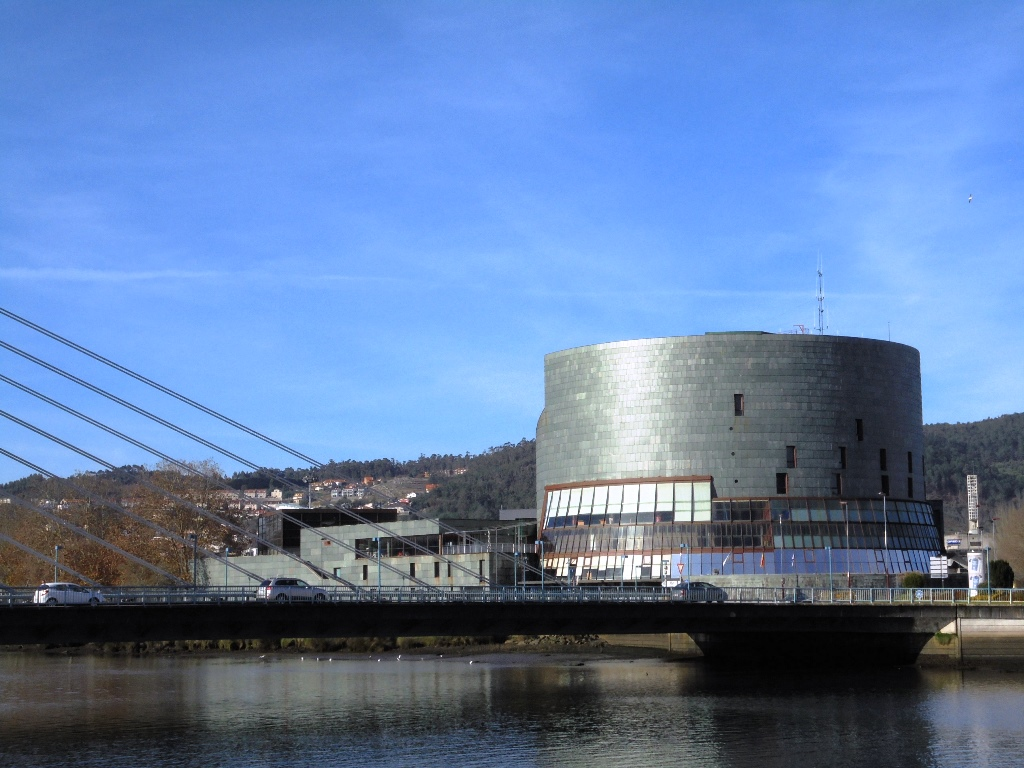
Fachada.
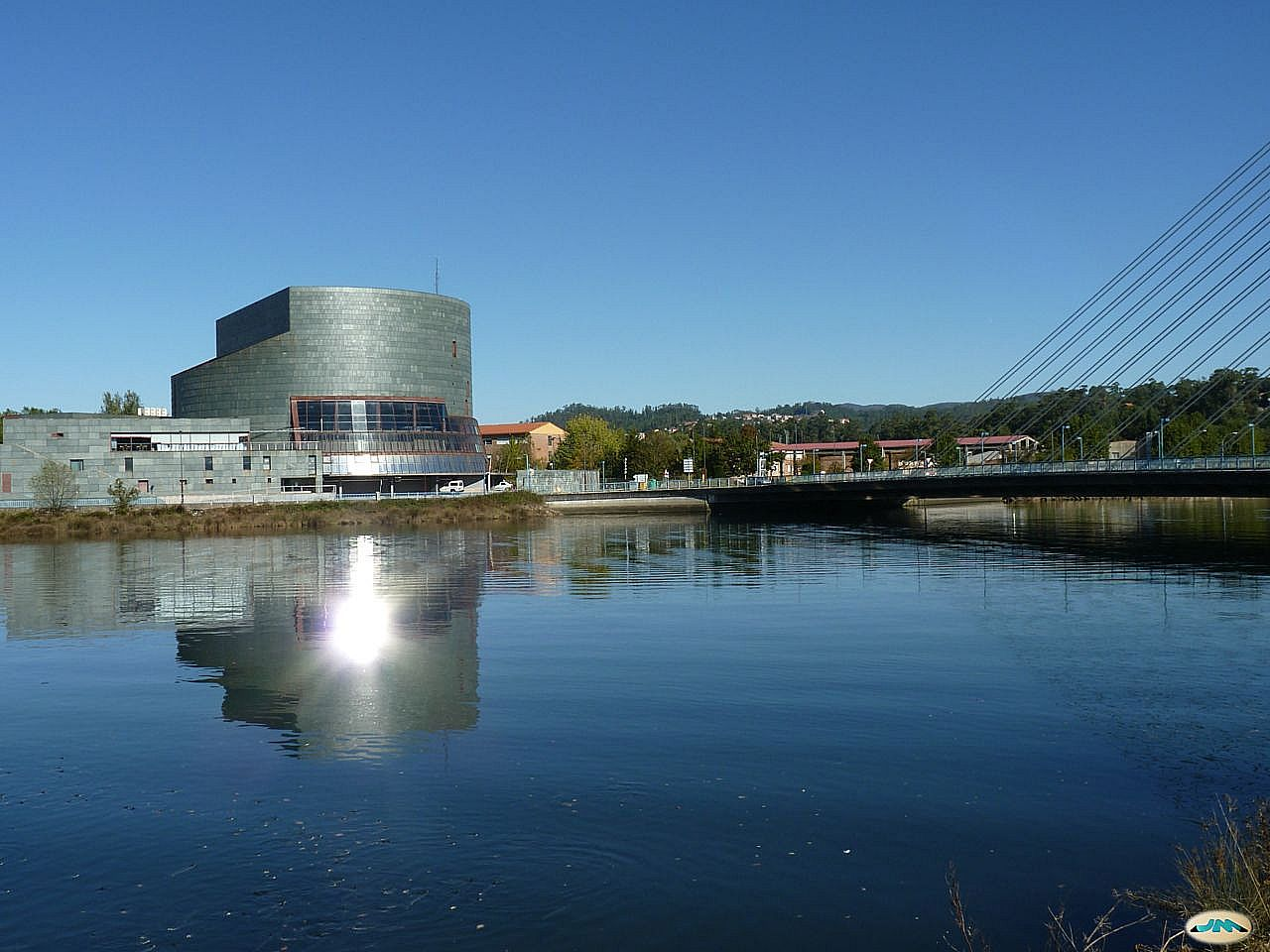
Fachada do auditório integrada na paisagem.
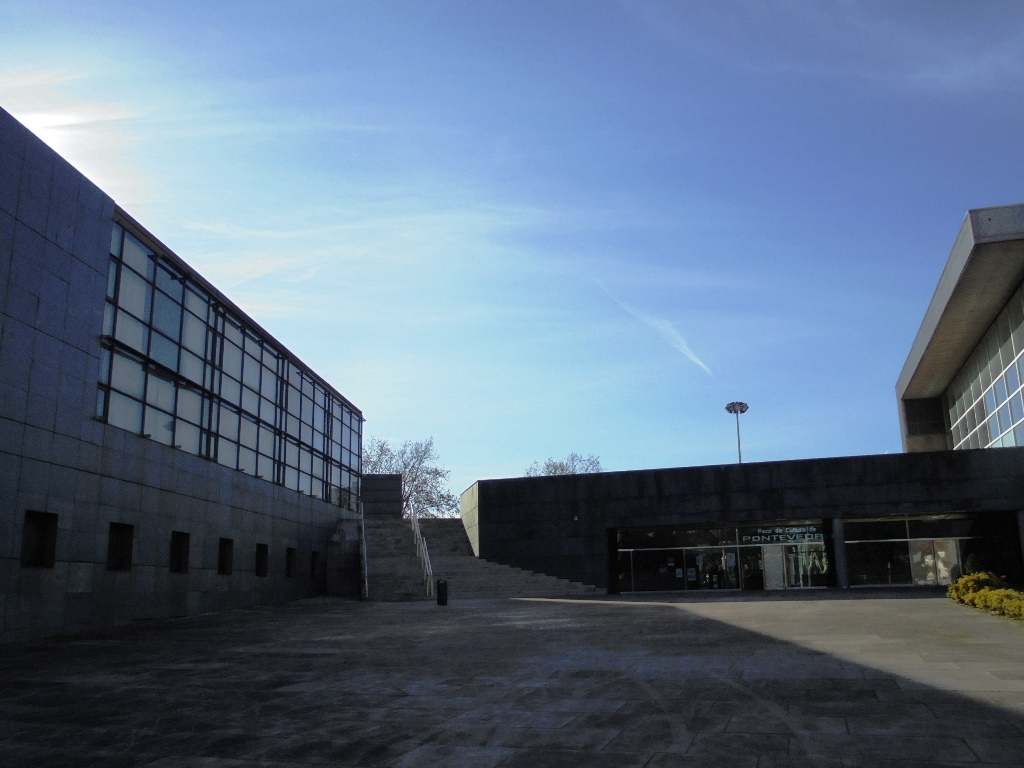
Hall de entrada.
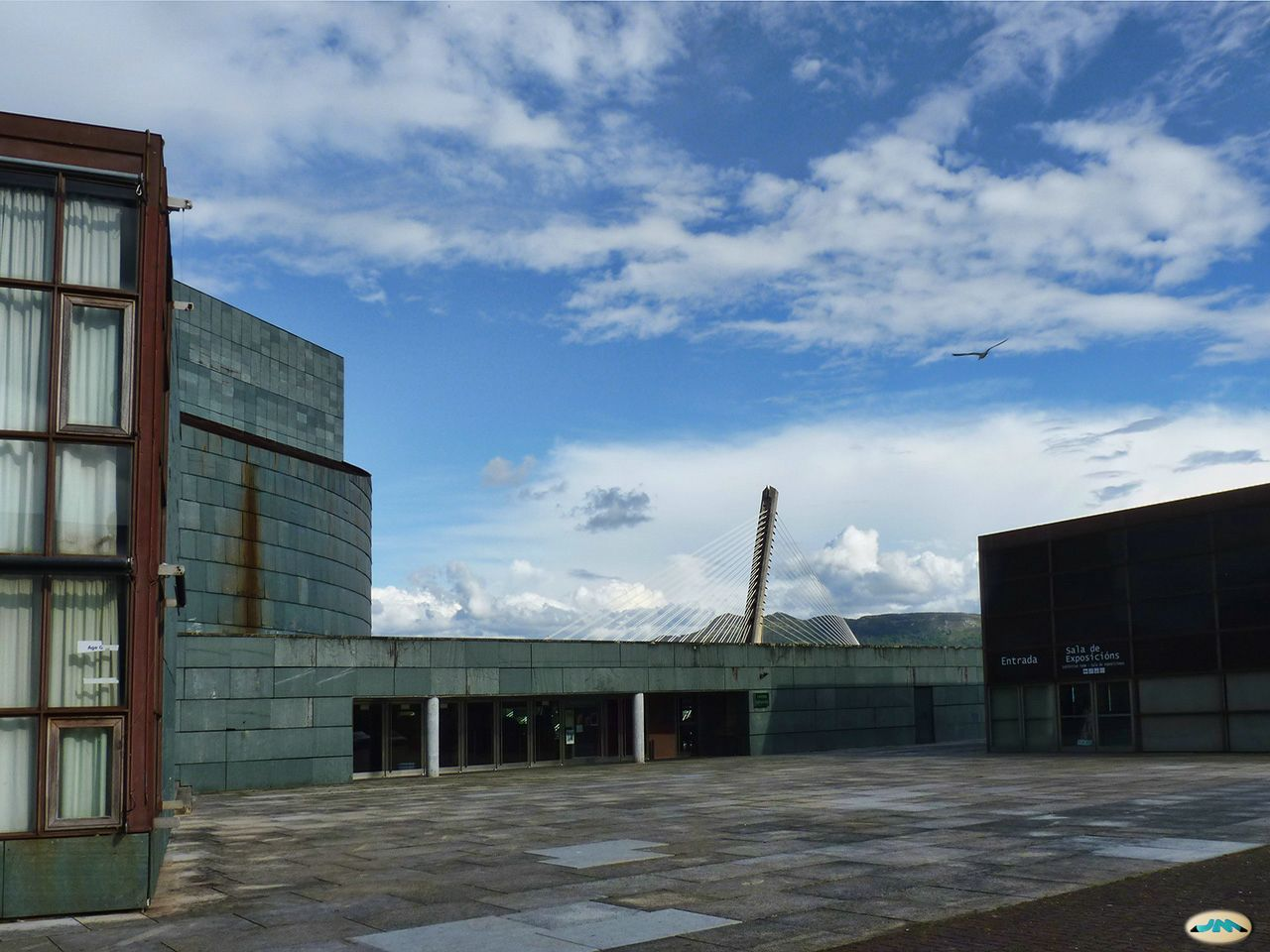
Entrada.
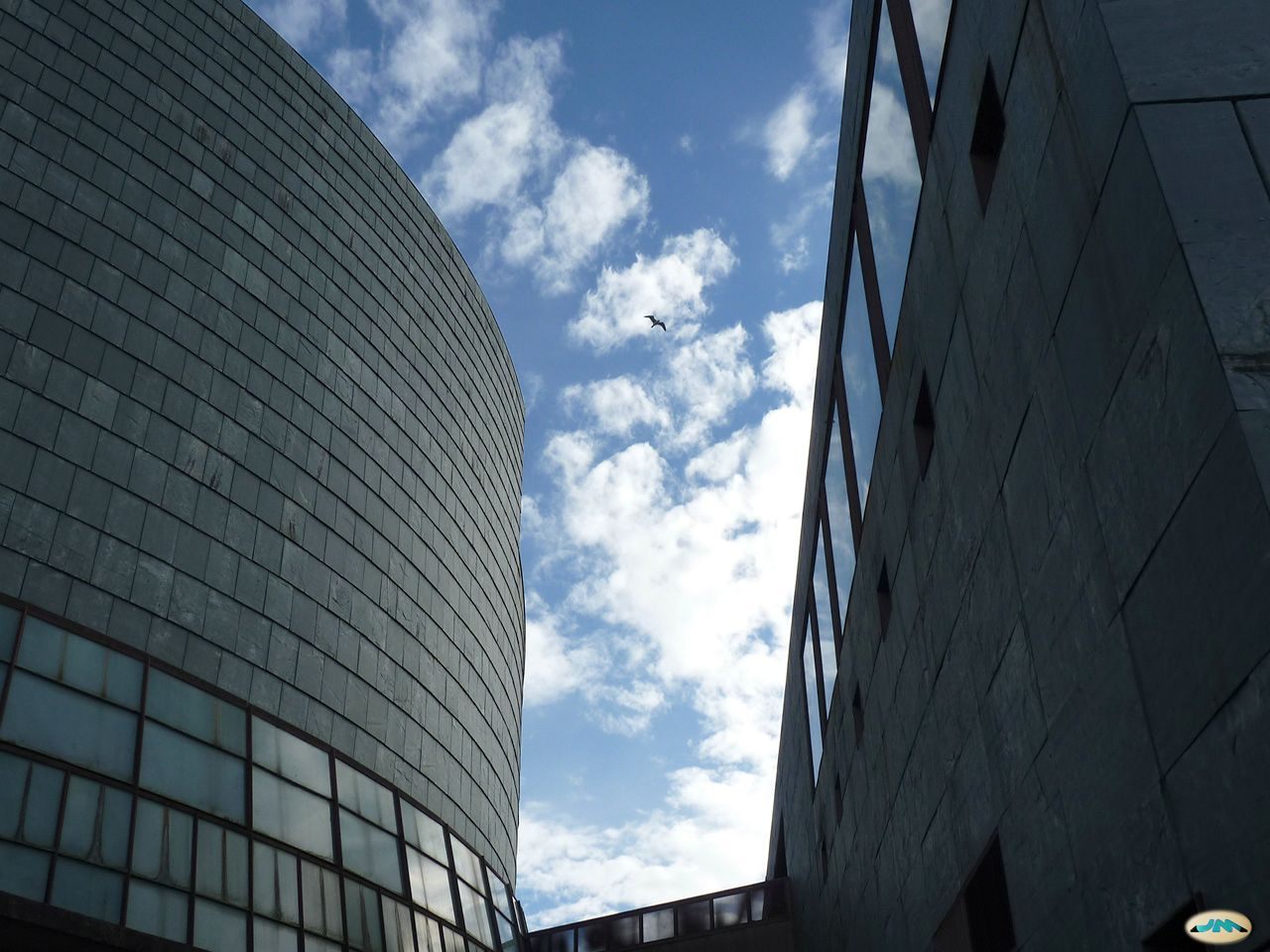
Auditório em primeiro plano.
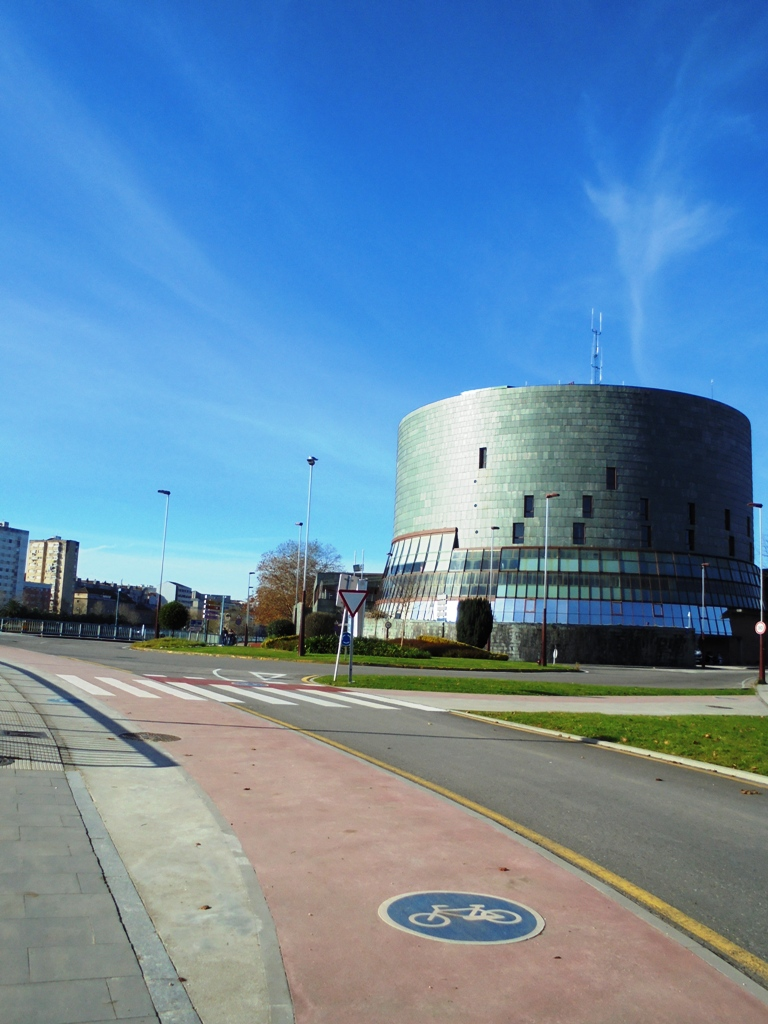
Ciclovia em frente ao palácio.
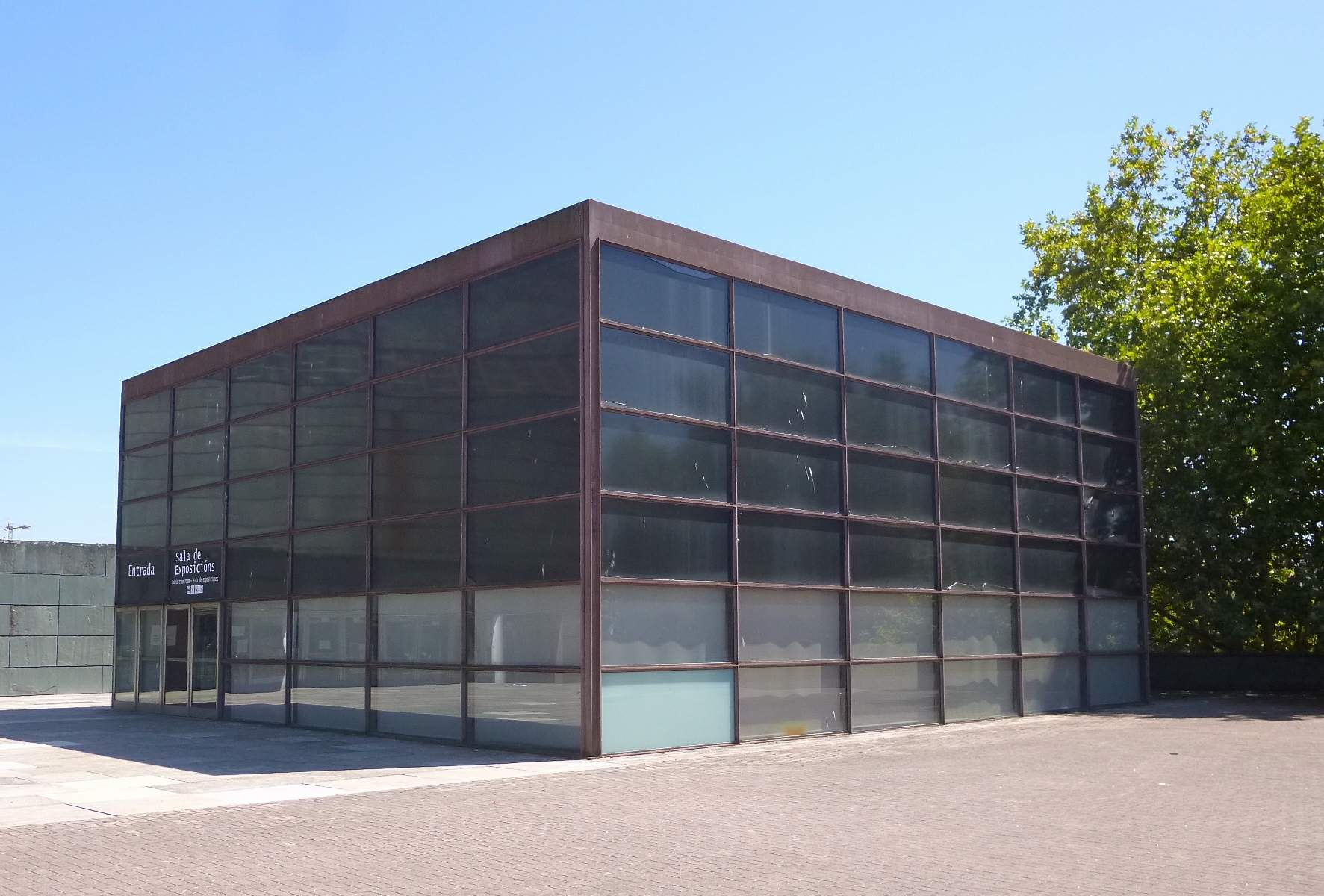
Cubo de vidro da sala de exposição.
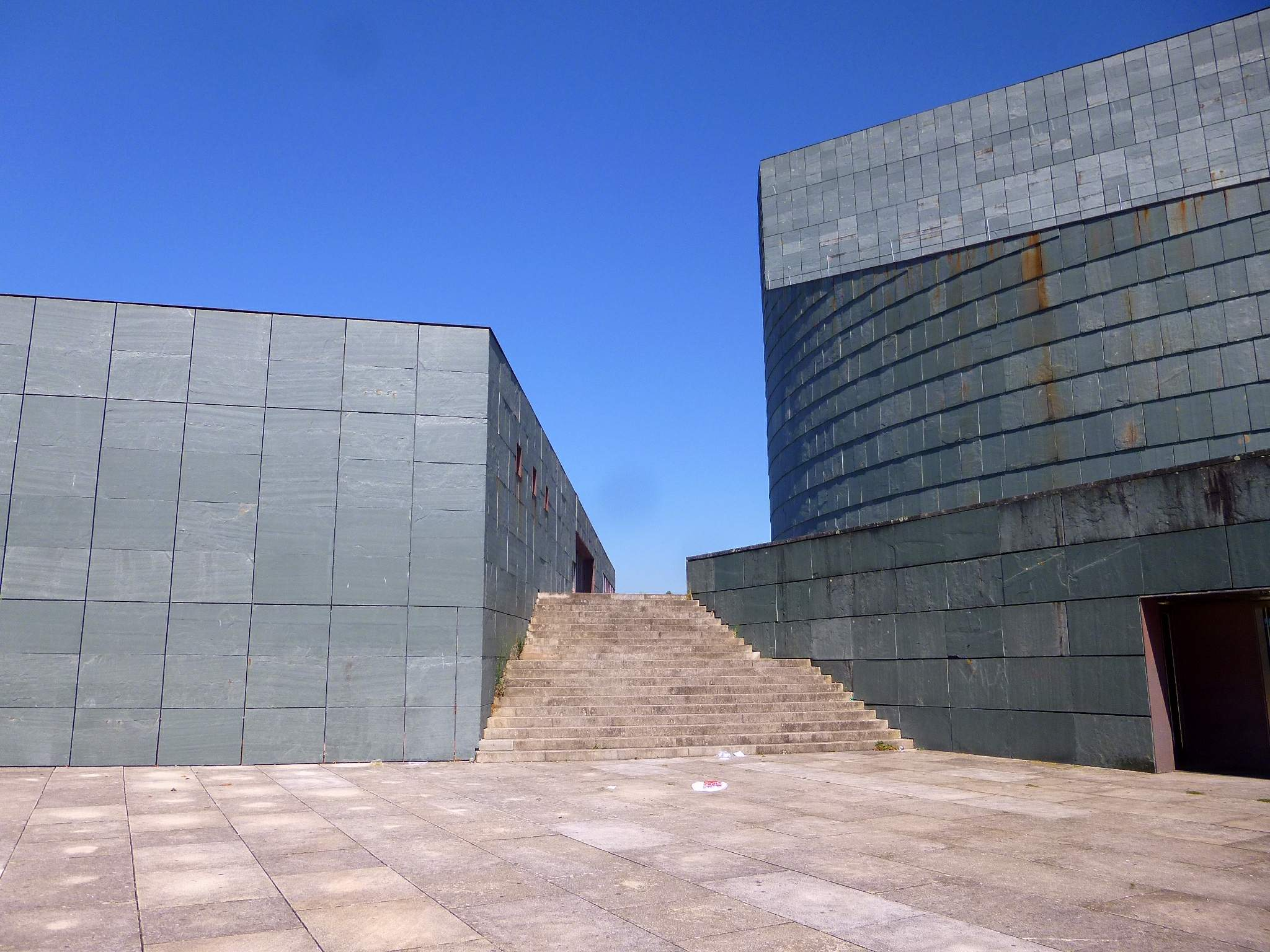
Escadas integradas no palácio.
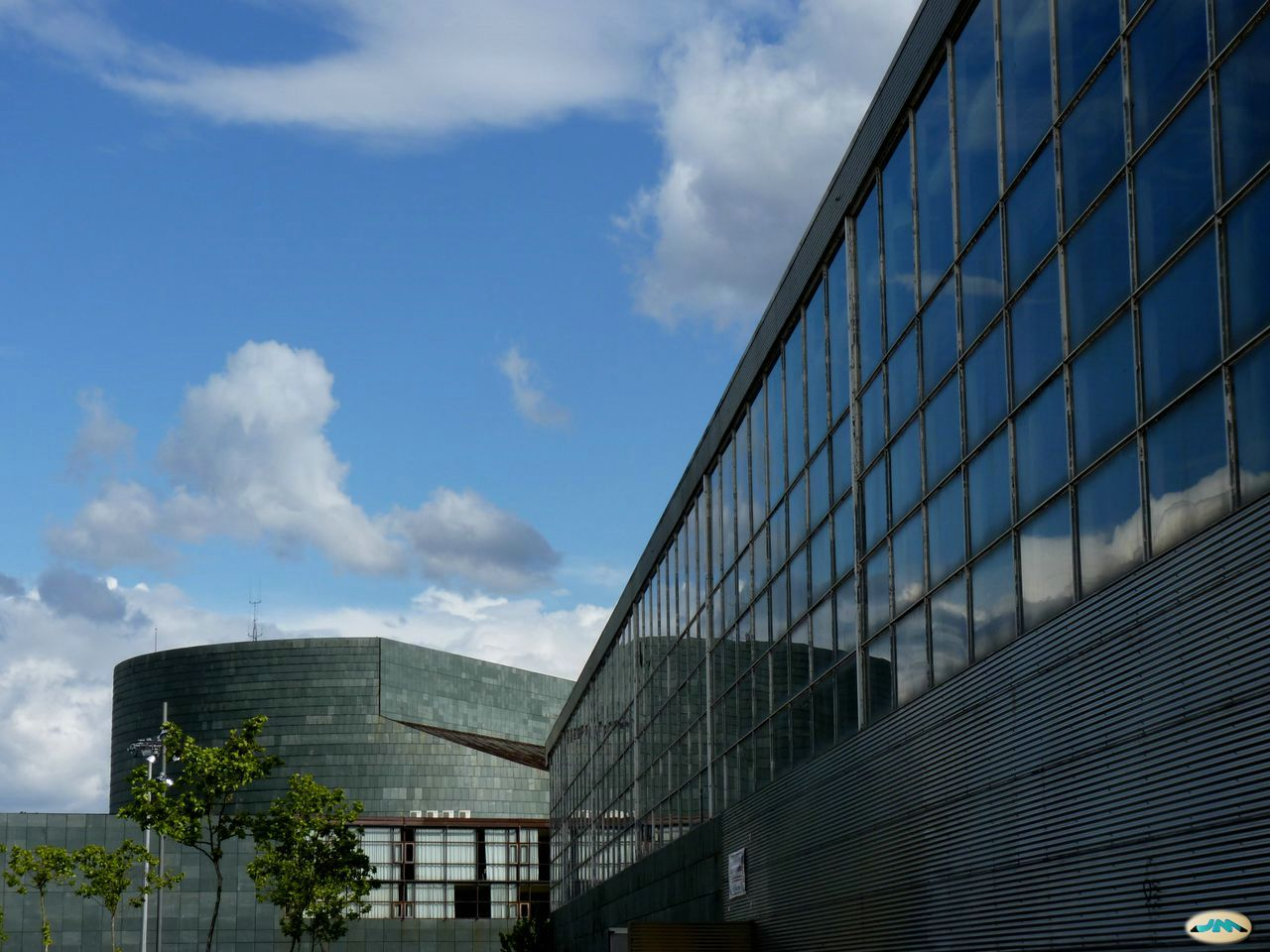
Centro de exposições.
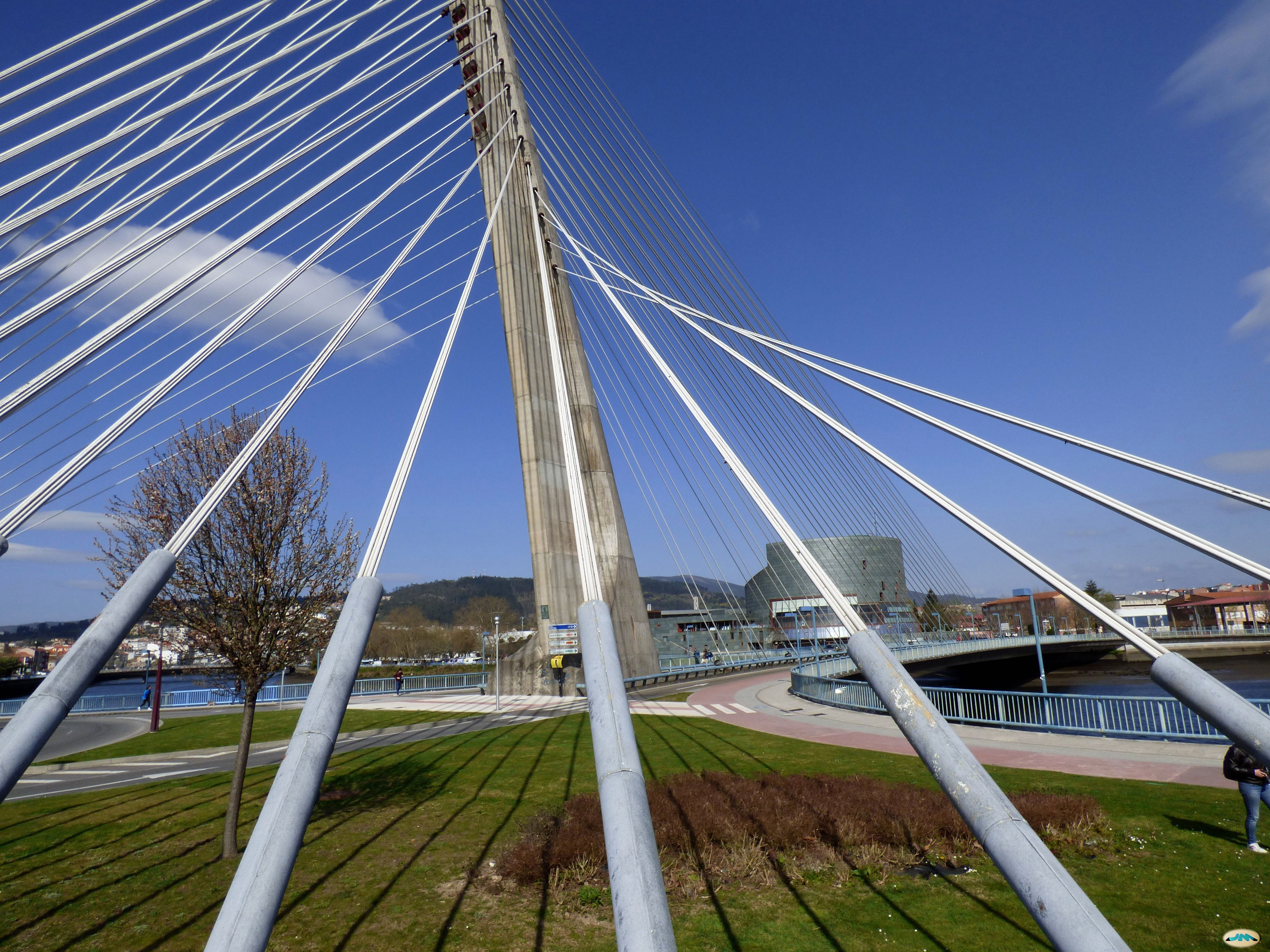
Vista do Palácio a partir da Ponte dos Tirantes.
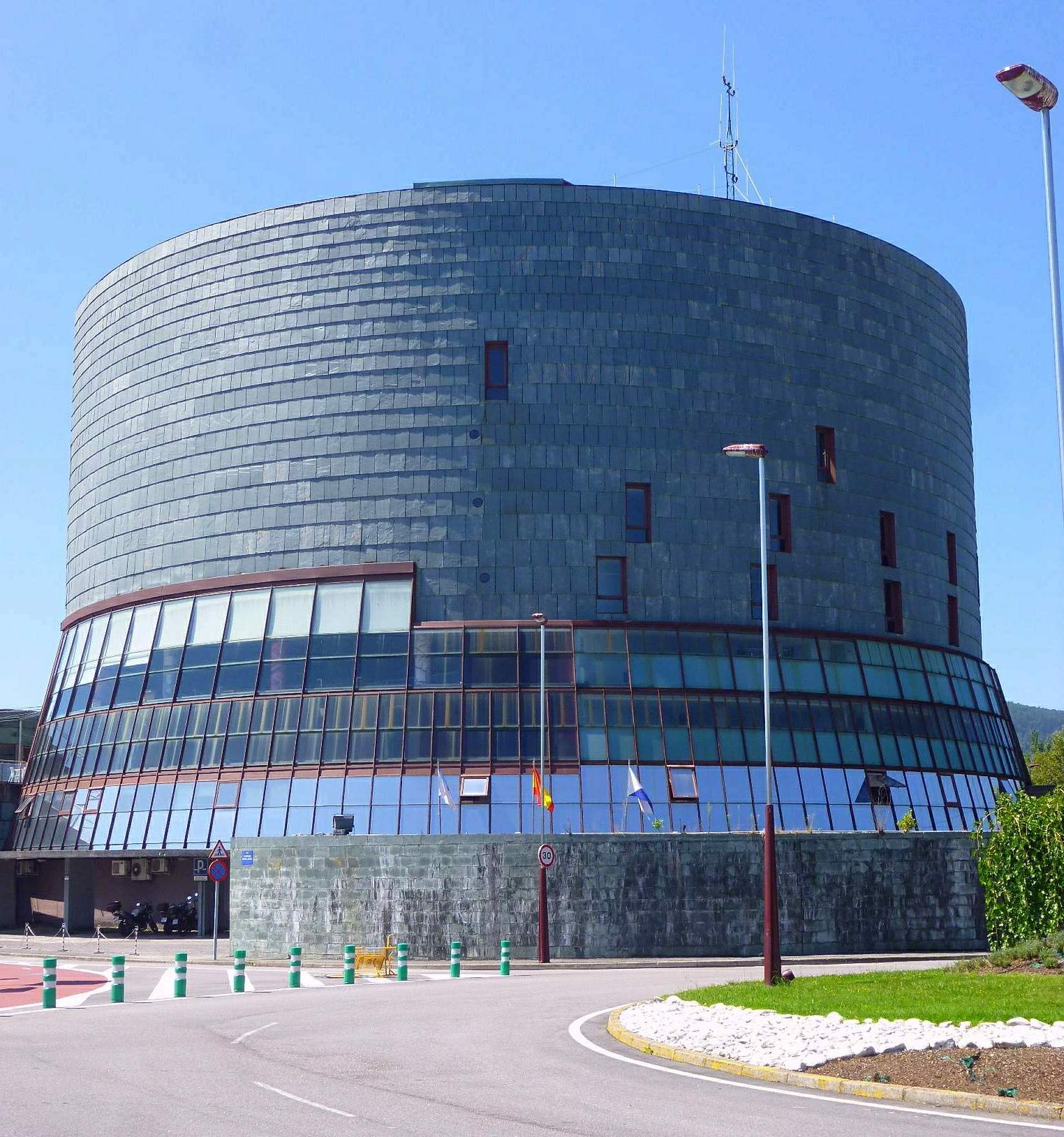
Auditório.
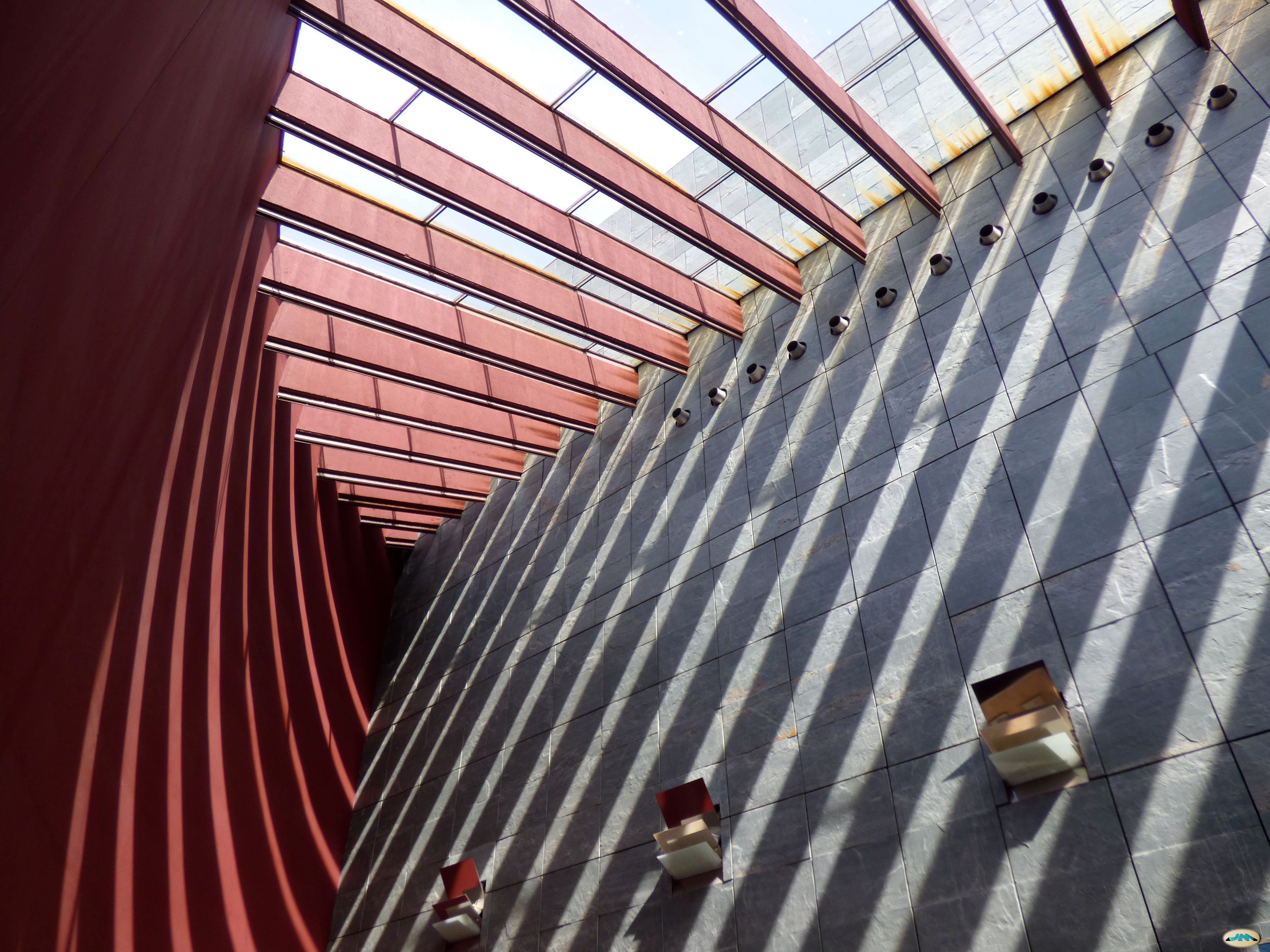
Hall do auditório.
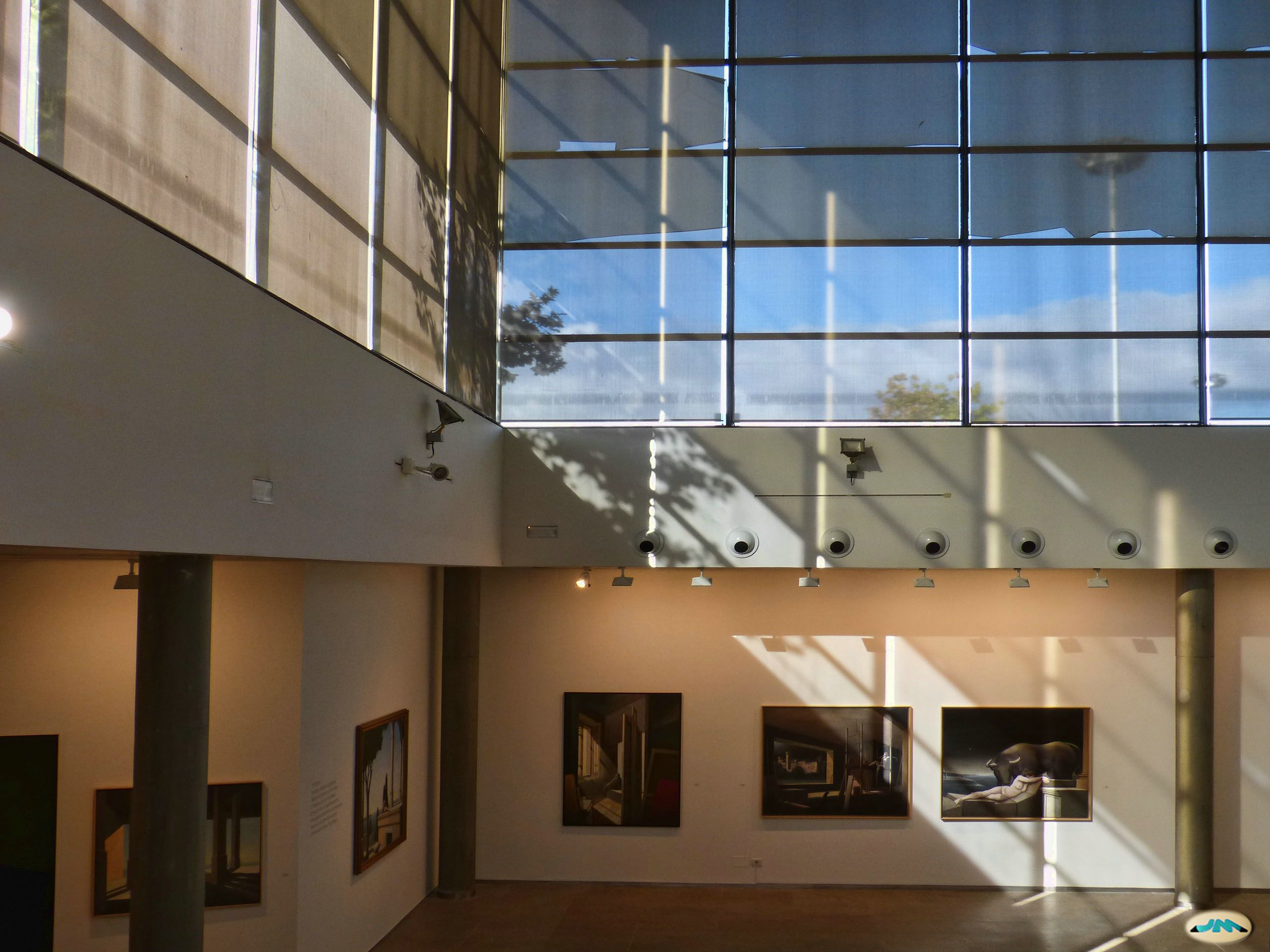
Interior da sala de exposições.

### Outros artigos
- Centro de exposições de Pontevedra
- Culturgal
- Manuel de las Casas